# 하사니아 아랍어

하사니아 아랍어의 주요 사용 지역

하사니아 아랍어(영어: Hassaniya Arabic, 아랍어: حسانية)는 모리타니의 아랍-베르베르계 사람들과 사하라 사막의 사하라위인들이 사용하는 아랍어의 언어변이형이다. 마그레브 아랍어의 서부 방언으로 분류되나 다른 마그레브 방언들과는 비교적 큰 차이를 보인다. ISO 639-3 코드는 mey이다.
15-17세기에 베두인계 민족으로서 모리타니를 비롯하여 모로코 남동부와 서사하라 지역에 걸쳐 큰 지배력을 가졌던 베니 하산(Beni Ḥassān)족에게서 이름이 유래했다. 하나시아 아랍어가 들어오면서 해당 지역에서 쓰이던 베르베르계 언어들을 완전히 대체하였다. 지리적으로 인접한 베르베르족의 제네가어와 세네갈의 월로프어로부터도 영향을 받았다.
오늘날 모리타니와 서사하라 지역을 비롯하여 사하라 사막에 걸쳐 모로코, 말리, 세네갈, 니제르, 알제리, 리비아의 일부 지역에서 사용된다.

## 같이 보기
- 마그레브 아랍어